# ميخائيل ر. بيري (كاتب)
ميخائيل ر. بيري (بالإنجليزية: Michael R. Perry)‏ هو كاتب سيناريو أمريكي، ولد في 15 أبريل 1963 في كولومبوس في الولايات المتحدة.

## وصلات خارجية
- مايكل بيري على موقع IMDb (الإنجليزية)
- مايكل بيري على موقع ألو سيني (الفرنسية)
- مايكل بيري على موقع أول موفي (الإنجليزية)
- مايكل بيري على موقع قاعدة بيانات الأفلام السويدية (السويدية)
- مايكل بيري على موقع قاعدة بيانات الفيلم (الإنجليزية)
- مايكل بيري على موقع كينوبويسك (الروسية)